# Rezolucja Rady Bezpieczeństwa ONZ nr 141
Rezolucja Rady Bezpieczeństwa ONZ nr 141 została przyjęta jednomyślnie 5 lipca 1960 r.
Po przeanalizowaniu wniosku Somalii o członkostwo w Organizacji Narodów Zjednoczonych, Rada zaleciła Zgromadzeniu Ogólnemu przyjęcie tego państwa do swojego grona.

## Źródło
- UNSCR - Resolution 141